# Réotier

Réotier este o comună în departamentul Hautes-Alpes, Franța. În 1 ianuarie 2022 avea o populație de 213 de locuitori.